# Moress
 (juin 2017).
Moress est un townland dans l'Ulster dans le comté de Donegal sur Inch Island.